# 安田雅企
安田 雅企（やすだ まさき、1934年 - ）は、日本の小説家。東京都出身。筆名大場 左以門。

## 人物
旧制都立八中、都立小山台高校、明治大学文学部仏文科卒業。東京犯罪研究会会長を務めた。専門分野は犯罪と刑務所、ヤクザなど。

## 著作
単著
- 犯罪ドキュメントシリーズ『少年少女犯罪』（1985年6月）
- 『極道でなぜ悪い 現代ヤクザの虚像と実像』（1988年12月，青年書館）
  - 『極道でなぜ悪い 現代ヤクザの虚像と実像』（1990年，青年書館）「極道と覚せい剤の実態」増補 ISBN 4791804953
- 『ドキュメント 九州ヤクザ戦争 山口組VS道仁会の火を噴く坑争の全貌』（1990年，青年書館）ISBN 4791804961
- 『男道 九州最強といわれたヤクザ』（1993年8月，三一書房）ISBN 4380932524
- 極道たちのバラード1『ドキュメント 極道でなぜ悪い』（1993年）「ヤクザでなぜ悪い」姉妹編「極道と覚せい剤の実態」増補版
- 極道たちのバラード2『ドキュメント 九州ヤクザ戦争 山口組vs道仁会の火を噴く抗争の全貌 一発の銃弾が九州全土を揺るがす対立抗争の渦に』（1995年10月，青年書館）
- 極道たちのバラード3『セミドキュメント 死闘！ヤクザの奔流 なぜヤクザは親分のために命を捨てるのか』
- 極道たちのバラード4『セミドキュメント 死闘！ヤクザの奔流 死刑台から生還したヤクザの渡胸人生 ヤクザは、なぜ、親分のために命を捨てるのか』
- 極道たちのバラード4『ドキュメント ケンカできないヤクザ やられたら必ずやり返す極道界の厳しい掟が果たせない親分の悪夢と悲劇の結末 ある縄張り抗争の策略と熾烈な攻防の内幕』（1994年8月，青年書館）ISBN 4791806069
- 極道たちのバラード5『ドキュメント 破門 破門されたヤクザは何処に行く』（1999年，青年書館）ISBN 9784791808151
- 極道たちのバラード『ドキュメント ヤクザの王浜本政吉と堀政夫』（1992年12月，1996年12月（新装改訂版），1998年12月）
- 極道たちのバラード6『ドキュメント ヤクザでなぜ悪い 衝撃の動乱の世界』（1995年新装改訂，青年書館）「極道でなぜ悪い」姉妹編 ISBN 4791806476
- 『正月はヤクザのアパートで』（1992年，宝島社）ISBN 4796604685
- 『最後のヤクザ戦争』（1993年12月，イーストプレス）
- FOR BEGINNERS 68『マフィア』（1994年，現代書館）絵・入倉ひろし ISBN 4-7684-0068-X
- 『抗争 古賀磯次は有罪か』（1994年9月，三一書房）
- 『追跡・M資金 東京湾金塊引揚げ事件』（1995年7月，三一書房）
- 『襲撃 伊丹十三監督傷害事件』（1995年，三一書房）ISBN 9784380953002
- 『ヤクザに死す』（2000年，宝島社文庫）
  - 新装版『ヤクザに死す』（2007年，宝島社文庫）

共著
- 朝倉喬司・山之内幸夫・安田雅企 共著『新・ヤクザという生き方』（1989年，宝島社）ISBN 4880637718
  - 『新・ヤクザという生き方』宝島社文庫（2002年）文庫化

### 分担執筆
- 『明治・大正・昭和・平成事件・犯罪大事典』（2002年，東京法経学院出版）ISBN 4808940035